# HD183262
HD183262 — хімічно пекулярна зоря спектрального класу A4, що має видиму зоряну величину в смузі V приблизно  6,9.
Вона  розташована на відстані близько 246,5 світлових років від Сонця.